# 末永百合恵
末永 百合恵（すえなが ゆりえ、1989年3月11日 - ）は、日本の女優。東京都出身。

## 来歴
- イトーカンパニーを経て、現在はキャストパワーに所属している。

## 出演

### 映画
- 電車を止めるな（2020年公開、銚子電気鉄道）[1]
- 猫は抱くもの[2]
- 真龍帝外伝（2022年劇場公開、監督：市原剛） -　美森沙耶 役[3][4]

### 舞台
- 2.5次元ステージ『だめんず・ウォーカー2020』]（公演：2020年10月30日〜11月1日）[5]
- カプセル兵団超外伝『自由を我らに』[6]

### テレビ
- ほんとにあった怖い話 夏の特別編 2016（フジテレビ、2016年）
- ボク、運命の人です。：第1話（日本テレビ、2017年）
- チア☆ダン：第5話（TBSテレビ、2017年）
- 全力坂（テレビ朝日、2017年）
- 山本周五郎時代劇・武士の塊（BSテレビ東京、2017年）
- 特捜9 シーズン1：第1話、第6話、最終話（テレビ朝日、2018年）桜庭良美　役

### CM
- KIRIN：淡麗極上（生）
- Digital monkey ワールドクロスサーガ（スマホアプリゲーム※2019年7月31日サービス終了）

### コミュニティFM
- かわさきFM　岡村洋一のシネマストリート（さとシネマのコーナー内　月１回ペースで映画紹介「リリーズ・シネマ」2021年から放送開始）